# 이사훈
이사훈(李思訓, 리쓰쉰, 651년 ~ 716년)은 중국 당(唐)나라 황족 종실(皇族 宗室) 출신의 화가이며 자(字)는 견룡(建見)이다. 측천무후가 정권을 잡고 당나라의 황족을 박해하자, 황족이었던 그는 숨어 살면서 그림 그리는 법을 익혔다. 산수를 세밀하게 묘사하였으며, 색채가 화려하여 당나라 제일의 화가로 불리었다. 그의 아들 이소도와 함께 '금벽산수'의 창시자가 되었다.